# فدراسیون دو و میدانی استرالیا
فدراسیون دو و میدانی استرالیا (انگلیسی: Athletics Australia) سازمان اداره کننده ورزش دو و میدانی در کشور استرالیا است.
این فدراسیون که در سال ۱۸۹۷ تأسیس شده مقر آن در آلبرت پارک قرار دارد.